# Robert Elsie
Robert Elsie (ur. 29 czerwca 1950 w Vancouver, zm. 2 października 2017 w Bonn) – kanadyjski językoznawca, literaturoznawca i tłumacz, albanista.

## Życiorys
Robert Elsie urodził się 29 czerwca 1950 roku w Vancouver. W 1972 ukończył studia na University of British Columbia w Vancouver, uzyskując dyplom z zakresu filologii klasycznej i językoznawstwa. Studia kontynuował na Freie Universität Berlin, na uniwersytetach École pratique des hautes études i Paris IV w Paryżu, Dublin Institute for Advanced Studies oraz na Uniwersytecie Bońskim. Studia zakończył doktoratem, który obronił w 1978 w Instytucie Językoznawstwa w Bonn.
W latach 70. i 80. XX w. jeździł z grupą profesorów i studentów do Albanii i Kosowa, gdzie zafascynował się kulturą tego mało znanego kraju bałkańskiego. Nauczył się języka albańskiego i poświęcił albanistyce.  
W latach 1982–1987 był jako tłumacz pracownikiem niemieckiego ministerstwa spraw zagranicznych. Od 1987 pracował jako tłumacz, koncentrując się na przekładach z języka albańskiego na niemiecki i angielski. 
Od 2002 współpracował jako tłumacz z Międzynarodowym Trybunałem Karnym dla byłej Jugosławii. W latach 2002–2006 tłumaczył podczas procesu serbskiego przywódcy Slobodana Miloševicia (1941–2006). 
Jest autorem tłumaczeń literatury pięknej i dzieł kultury ludowej, esejów poświęconych problematyce albańskiej, a także słowników i opracowań poświęconych literaturze albańskiej. Wydał także tłumaczenia dzieł z języka greckiego i serbskiego.
Zmarł na MND (motor neuron disease) – chorobę, na którą cierpiał od wielu lat. Zgodnie z wolą zmarłego jego doczesne szczątki 18 października 2017 złożono na cmentarzu w Theth.

## Dzieła
- Dialect relationships in Goidelic – A study in Celtic dialectology, 1986
- Dictionary of Albanian Liteature. Nowy Jork: Greenwood Press, 1986. ISBN 0-313-25186-X. (ang.). Brak numerów stron w książce[3]
- Einem Adler gleich. Anthologie albanischer Lyrik vom 16. Jahrhundert bis zur Gegenwart. Hildesheim: Georg Olms Verlag, 1988. ISBN 3-487-08301-9. (niem.). Brak numerów stron w książce
- Anthology of modern Albanian poetry. An Elusive eagle soars. London: Forest Books, 1993. ISBN 3-487-08301-9. (ang.). Brak numerów stron w książce[3]
- History of Albanian Literature. Nowy Jork: Columbia University Press, 1995. ISBN 0-88033-276-X. (ang.). Brak numerów stron w książce
- Kosovo. In the heart of the powder keg. Nowy Jork: Columbia University Press, 1997. ISBN 0-88033-375-8. (ang.). Brak numerów stron w książce[3]
- A dictionary of Albanian religion, mythology and folk culture. London: Hurst & Co, 2001. ISBN 1-85065-570-7. (ang.). Brak numerów stron w książce[3]
- Historical Dictionary of Kosova. Oxford: Scarecrow Press, 2004. ISBN 0-8108-5309-4. (ang.). Brak numerów stron w książce
- Albanian literature: a short history. Nowy Jork: I.B. Tauris, 2005. ISBN 1-84511-031-5. (ang.). Brak numerów stron w książce[3]
- Lightning from the Depths: an Anthology of Albanian Poetry. Northwestern University Press, 2008. ISBN 978-0-8101-2463-9. (ang.). Brak numerów stron w książce
- A Biographical Dictionary of Albanian History. I.B. Tauris: 2012. ISBN 978-1-78076-431-3. Brak numerów stron w książce
- The Cham Albanians of Greece: A Documentary History. I.B. Tauris: 2013. ISBN 978-1-780760-00-1. Brak numerów stron w książce
- Leo Freundlich: Die Albanische Korrespondenz, Agenturmeldungen aus Krisenzeiten. Oldenbourg Verlag: 2013. ISBN 978-3-486-70716-8. (niem.). Brak numerów stron w książce
- The Balkans Wars: British Consular reports from Macedonia in the Final Years of the Ottoman Empire. I.B.Tauris: 2013. ISBN 978-1-780760-76-6. Brak numerów stron w książce
- The Albanian Treason Trial (1945). CreateSpace: 2015. ISBN 978-1-507709-51-1. (ang.). Brak numerów stron w książce

## Dzieła w języku polskim
- Zarys historii literatury albańskiej, tł. Irena Sawicka, ISBN 83-231-1829-9[3]
  - Zeszyt 1. Bibliografia literatury albańskiej, Toruń 2004
  - Zeszyt 2. Narodziny literatury albańskiej, XV-XVII wiek, Toruń 2004
  - Zeszyt 3. Albańska literatura wieku XVIII i XIX, Toruń 2004
  - Zeszyt 4. Współczesna literatura albańska, Toruń 2005

## Nagrody i odznaczenia
- 2013 – Medal Wdzięczności (alb. Medalja e mirënjohjes)[5]